# Jessica Gibbon
Jessica Gibbon (* 19. August 1996) ist eine britische Leichtathletin, die sich auf den Langstreckenlauf spezialisiert hat und insbesondere im Crosslauf erfolgreich ist.

## Sportliche Laufbahn
Erste internationale Erfahrungen sammelte Jessica Gibbon bei den Crosslauf-Europameisterschaften 2013 in Belgrad, bei denen sie nach 13:41 min auf dem elften Platz im U20-Rennen landete und in der Teamwertung die Goldmedaille gewann. Nach einer fünfjährigen Pause startet sie seit 2019 wieder bei Wettkämpfen und wurde bei den Crosslauf-Europameisterschaften 2021 in Dublin nach 28:12 min Elfte im Einzelbewerb und sicherte sich in der Teamwertung die Goldmedaille. Im Jahr darauf wurde sie bei den Crosslauf-Europameisterschaften 2022 in Turin nach 27:44 min 14. und bei den Crosslauf-Europameisterschaften 2024 in Antalya gelangte sie nach 26:21 min auf den zwölften Platz im Einzelbewerb und sicherte sich in der Teamwertung die Silbermedaille hinter dem italienischen Team.

## Persönliche Bestleistungen
- 10.000 Meter: 32:27,95 min, 14. Mai 2022 in London
- 10-km-Straßenlauf: 35:55 min, 15. März 2020 in Goring